# Винкс (6. сезона)
Шеста сезона анимиране телевизијске серије Винкс имала је премијеру 29. септембра 2013. на каналу Nickelodeon у Сједињеним Државама и 6. јануара 2014. на каналу Rai 2 у Италији. Сезона је имала премијеру 2014. на каналу Happy Kids и касније на каналима Nickelodeon и Dexy TV и стриминг услузи Netflix. Дистрибутер српске синхронизације је предузеће Happy Kids и синхронизацију је радио студио Happy Kids. Сезона нема DVD издања на српском.
Ова сезона фокусира се углавном на Трикс у савезништву са Селином, младом вештицом са Земље која се управо уписала у Мрачни торањ као бруцошкиња и која је стара Блумина најбоља пријатељица из детињства. Винкџ морају зарадити две нове вилинске трансформације: Блумикс (који је изведенѕ из Блуминих свемогућих моћи Змајеве ватре) и Митикс да закључају књигу Легендаријум једном заувек. Да би то учиниле, морају да пронађу и Елдору, вилинску куму, која је попут Блум у прилично блиској вези са Селином и једина која зна како да заувек запечати Легендаријум.

## Радња
У шестој сезони, Винкс се боре против зле вештице са Земље, Селине, Блумине старе пријатељице, која има моћ да уз помоћ Легендаријума, магичне књиге, бића из легенди и фикције претвори у стварност. Како би закључале Легендаријум, Винкс су прво морале пронаћи добру вилу Елдору. Пре тога, Винкс зарађују трансформацију Блумикс. Елдора им је рекла да морају добити моћ Митикс и направити Кључ Легендаријума, те га уз његову помоћ закључати заувек. У међувремену, Лејла упознаје Роја и Некса и двоуми се између њих двојице. На крају сезоне, Селина поновно постаје добра и заувек закључа Легендаријум и тако Трикс остају заробљене у њему, а Дафни се венча са паладином Тореном, Скајевим рођаком.

## Улоге
| Улога                     | Српски глас                    |
| Винкс                     | Винкс                          |
| ------------------------- | ------------------------------ |
| Блум                      | Бојана Тушуп                   |
| Стела                     | Софија Јеремић                 |
| Флора                     | Јована Јелић                   |
| Мјуза                     | Миомира Драгићевић             |
| Техна                     | Сандра Јанковић                |
| Ајша                      | Сандра Јанковић                |
| Рокси                     | Владислава Спасић              |
| Специјалци и паладини     |                                |
| Скај                      | Ђорђе Симић                    |
| Брендон                   | Предраг Дамњановић             |
| Ривен                     | Зоран Стојић                   |
| Тими                      | Ђорђе Симић                    |
| Хелија                    | Ђорђе Симић                    |
| Рој                       | Марко Долаш Предраг Дамњановић |
| Некс                      | Предраг Дамњановић             |
| Торен                     | Зоран Стојић                   |
| Зликовци                  |                                |
| Ајси                      | Јована Цавнић                  |
| Дарси                     | Бојана Тушуп                   |
| Сторми                    | Миомира Драгићевић             |
| Ахерон                    | Зоран Стојић Ђорђе Симић       |
| Селина                    | Јована Цавнић                  |
| Алфеа                     |                                |
| Дафне                     | Софија Јеремић                 |
| Фарагонда                 | Јована Јелић                   |
| Елдора                    | Миомира Драгићевић             |
| Гризелда                  | Миомира Драгићевић             |
| Визгиз                    | Предраг Дамњановић             |
| Паладијум                 | Ђорђе Симић                    |
| Керол                     | Миомира Драгићевић             |
| Лори                      | Владислава Спасић              |
| Иви                       | Јована Цавнић                  |
| Крупна биљка              | Ђорђе Симић                    |
| Љубичасти цвет            | Ђорђе Симић                    |
| Жути цвет #1              | Владислава Спасић              |
| Жути цвет #2              | Владислава Спасић              |
| Витица                    | Владислава Спасић              |
| Облачни торањ             |                                |
| Грифин                    | Сандра Јанковић                |
| Лазули                    | Владислава Спасић              |
| Роди                      | непознато                      |
| Џејд                      | Софија Јеремић                 |
| Вероник                   | Јована Јелић                   |
| Каника                    | Јована Јелић                   |
| Зулема                    | непознато                      |
| Кобрана                   | непознато                      |
| Делорес                   | Владислава Спасић              |
| Дана                      | Јована Јелић                   |
| Породице                  |                                |
| Мајк                      | Ђорђе Симић                    |
| Ванеса                    | Јована Јелић                   |
| Орител                    | Марко Долаш Зоран Стојић       |
| Марион                    | Владислава Спасић              |
| Радијус                   | Зоран Стојић                   |
| Луна                      | Владислава Спасић              |
| Мјеле                     | Јована Цавнић                  |
| Електронио                | Зоран Стојић                   |
| Магнетија                 | Софија Јеремић                 |
| Ниоба                     | Миомира Драгићевић             |
| Тир Нан Ог                |                                |
| Небула                    | Бојана Тушуп                   |
| Вила #1                   | непознато                      |
| Вила #2                   | непознато                      |
| Пиксији                   |                                |
| Локет                     | Бојана Тушуп                   |
| Амор                      | Софија Јеремић                 |
| Чата                      | Миомира Драгићевић             |
| Карамел                   | Сандра Јанковић                |
| Шери                      | Бојана Тушуп                   |
| Пиф                       | непознато                      |
| Нинфеа                    | Владислава Спасић              |
| Легендаријум              |                                |
| Сфинга                    | Ђорђе Симић                    |
| Вампир #1                 | Ђорђе Симић                    |
| Вампир #2                 | Ђорђе Симић                    |
| Вампир #3                 | Ђорђе Симић                    |
| Вампирица #1              | Миомира Драгићевић             |
| Вампирица #2              | Јована Јелић                   |
| Вампирица #3              | Јована Јелић                   |
| Капетан Окулте            | Предраг Дамњановић             |
| Магично огледало          | Предраг Дамњановић             |
| Румпелстилтскин           | Предраг Дамњановић             |
| Остали                    |                                |
| Блумина чуварка Сиреникса | Миомира Драгићевић             |
| Гуру                      | Ђорђе Симић                    |
| Дилета                    | Миомира Драгићевић             |
| Дијаспро                  | непознато                      |
| Племић                    | Ђорђе Симић                    |
| Племкиња                  | Софија Јеремић                 |
| Конобар #2                | Предраг Дамњановић             |
| Лу Веј                    | Ђорђе Симић                    |
| Мудра жена                | Сандра Јанковић                |
| Водитељ гот такмичења     | Ђорђе Симић                    |
| Градоначелник Шуме Страха | Зоран Стојић                   |
| Дворјанин #1              | Ђорђе Симић                    |
| Дворјанин #2              | Зоран Стојић                   |

## Епизоде
| Бр. еп. (укупно) | Бр. еп. (у сезони) | Наслов                  | Датум емитовања у Италији | Датум емитовања у Америци |
| ---------------- | ------------------ | ----------------------- | ------------------------- | ------------------------- |
| 131              | 1                  | Инспирација Сиреникса   | 6. јануар 2014.           | 29. септембар 2013.       |
| 132              | 2                  | Легендаријум            | 13. јануар 2014.          | 3. новембар 2013.         |
| 133              | 3                  | Школа летења            | 20. јануар 2014.          | 3. новембар 2013.         |
| 134              | 4                  | Блумикс моћ             | 31. јануар 2014.          | 15. децембар 2013.        |
| 135              | 5                  | Златни аудиторијум      | 7. фебруар 2014.          | 15. децембар 2013.        |
| 136              | 6                  | Пламени вртлог          | 14. фебруар 2014.         | 12. јануар 2014.          |
| 137              | 7                  | Изгубљена библиотека    | 17. фебруар 2014.         | 16. фебруар 2014.         |
| 138              | 8                  | Напад сфинкса           | 10. фебруар 2014.         | 16. фебруар 2014.         |
| 139              | 9                  | Храм Зеленог змаја      | 3. март 2014.             | 3. август 2015.           |
| 140              | 10                 | Тајни сакленик          | 10. март 2014.            | 5. август 2015.           |
| 141              | 11                 | Срушени снови           | 17. март 2014.            | 7. август 2015.           |
| 142              | 12                 | Светлуцаве сенке        | 24. март 2014.            | 10. август 2015.          |
| 143              | 13                 | Вила кума               | 31. март 2014.            | 12. август 2015.          |
| 144              | 14                 | Митикс                  | 7. април 2014.            | 14. август 2015.          |
| 145              | 15                 | Мистерија Калавере      | 31. јул 2014.             | 17. август 2015.          |
| 146              | 16                 | Инвазија зомбија        | 1. август 2014.           | 19. август 2015.          |
| 147              | 17                 | Проклетство Шуме страха | 1. август 2014.           | 21. август 2015.          |
| 148              | 18                 | Магични тотем           | 1. август 2014.           | 9. септембар 2015.        |
| 149              | 19                 | Краљица на један дан    | 2. август 2014.           | 11. септембар 2015.       |
| 150              | 20                 | Стелина велика забава   | 2. август 2014.           | 15. септембар 2015.       |
| 151              | 21                 | Монструозна љубав       | 2. август 2014.           | 17. септембар 2015.       |
| 152              | 22                 | Музички кафе            | 3. август 2014.           | 8. новембар 2015.         |
| 153              | 23                 | Химна                   | 3. август 2014.           | 8. новембар 2015.         |
| 154              | 24                 | Легендарни двобој       | 3. август 2014.           | 15. новембар 2015.        |
| 155              | 25                 | Ахерон                  | 3. август 2014.           | 15. новембар 2015.        |
| 156              | 26                 | Винксице заувек         | 4. август 2014.           | 22. новембар 2015.        |